# Kaszásdűlő
Kaszásdűlő (németül Mahdried) Budapest III. kerületének egyik városrésze. 
A köznyelvben a Kaszásdűlőn gyakran a Kaszásdűlői lakótelepet értik, amely a Bogdáni út – Huszti út – Kazal utca – Búza utca – Köles utca – Szentendrei út által határolt területen belül helyezkedik el.

## Fekvése

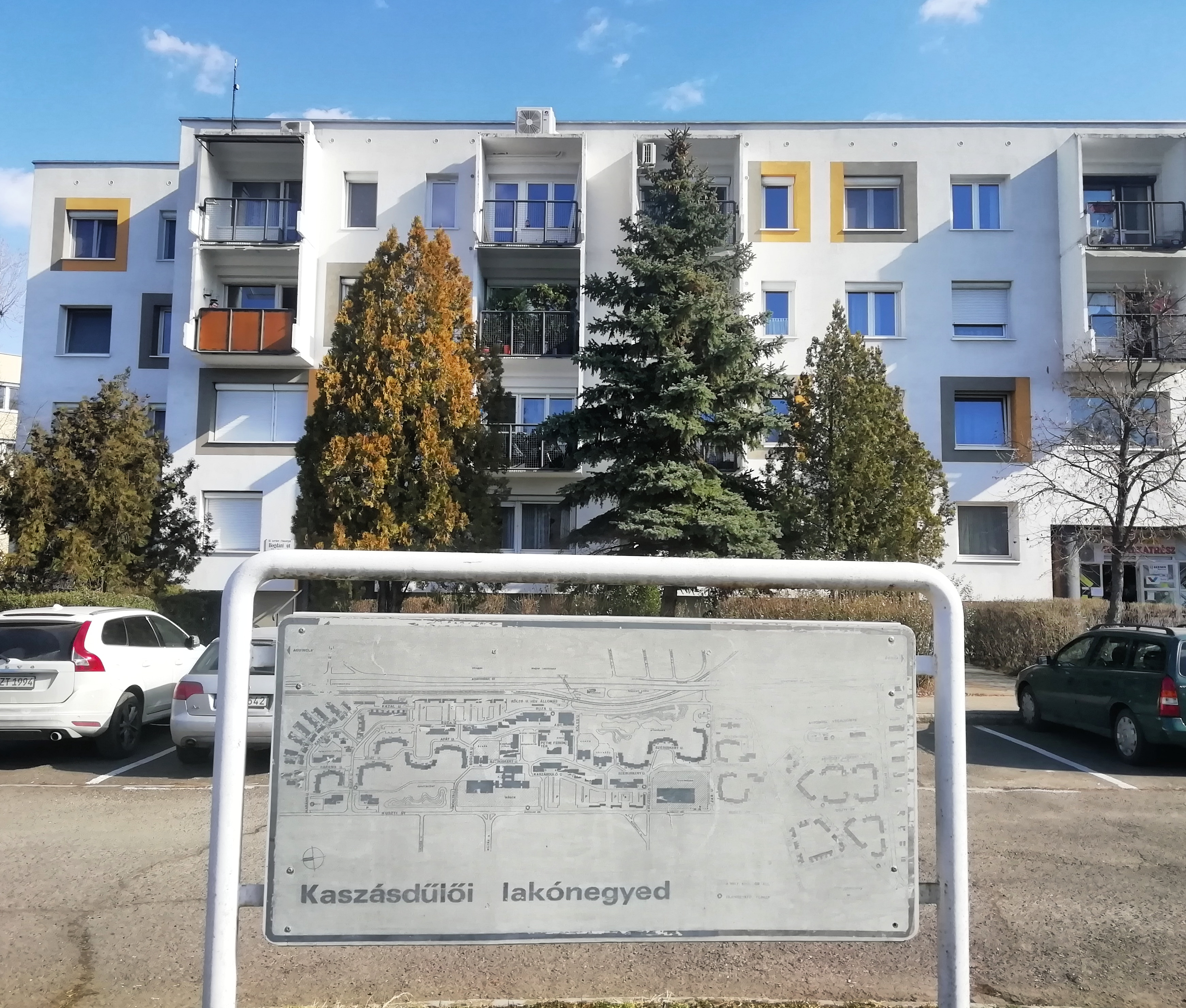
Kaszásdűlő térképe és egyik épülete

Határvonalai 2012 december 12-ig a MÁV 2-es számú Budapest–Esztergom-vasútvonala az Áldomás utcától – Szentendrei út – Köles utca – Búza utca – Huszti út – Szőlőkert utca – Bründl árok – Sereg utca – Gyógyszergyár utca – Orbán Balázs út – Csillaghegyi út – Törökkő utca – Áldomás utca a MÁV esztergomi vonaláig voltak.
2012 végén területét jelentősen átszabták, azóta az új határvonalai az Aranyvölgy utca – Huszti út meghosszabbítása Aranyvölgy utca Kazal utca között – Kazal utca – Szentendrei út – Bogdáni út – Hévízi út – Vörösvári út – Bécsi út az Aranyvölgy utcáig.

## Története

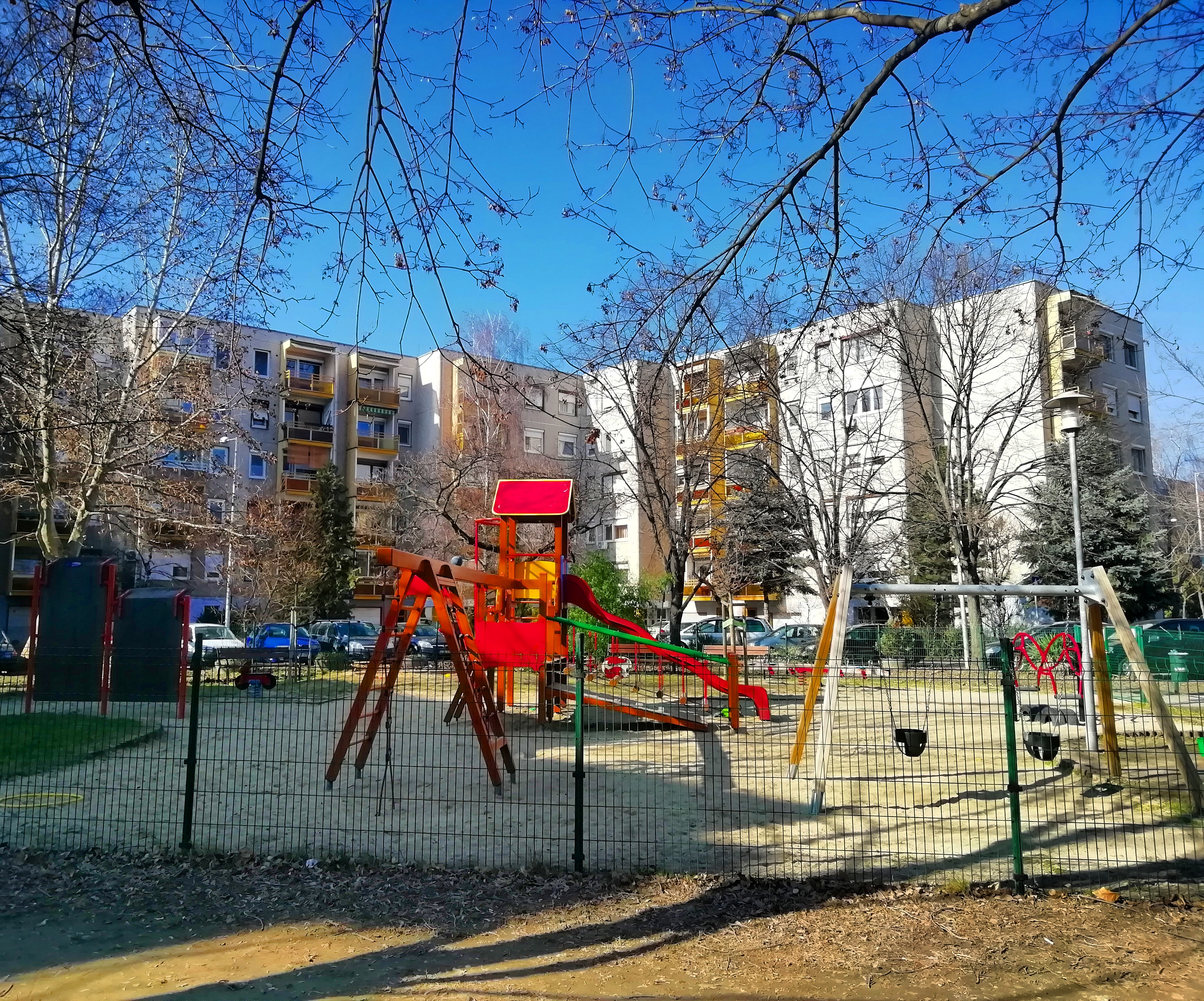
Játszótér a házak között

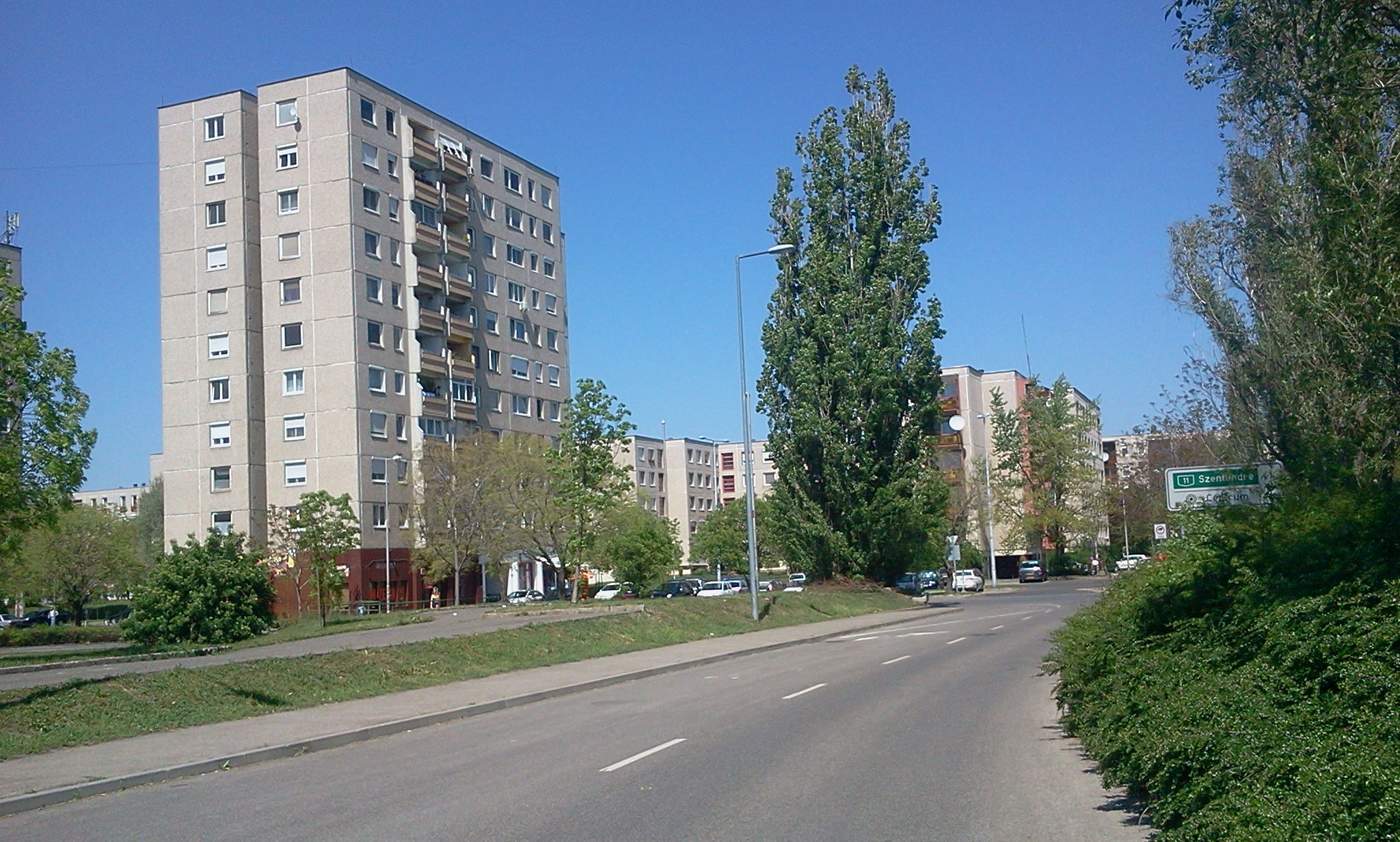
Utcakép a Búza utca és a Selyemfonó utca találkozásánál

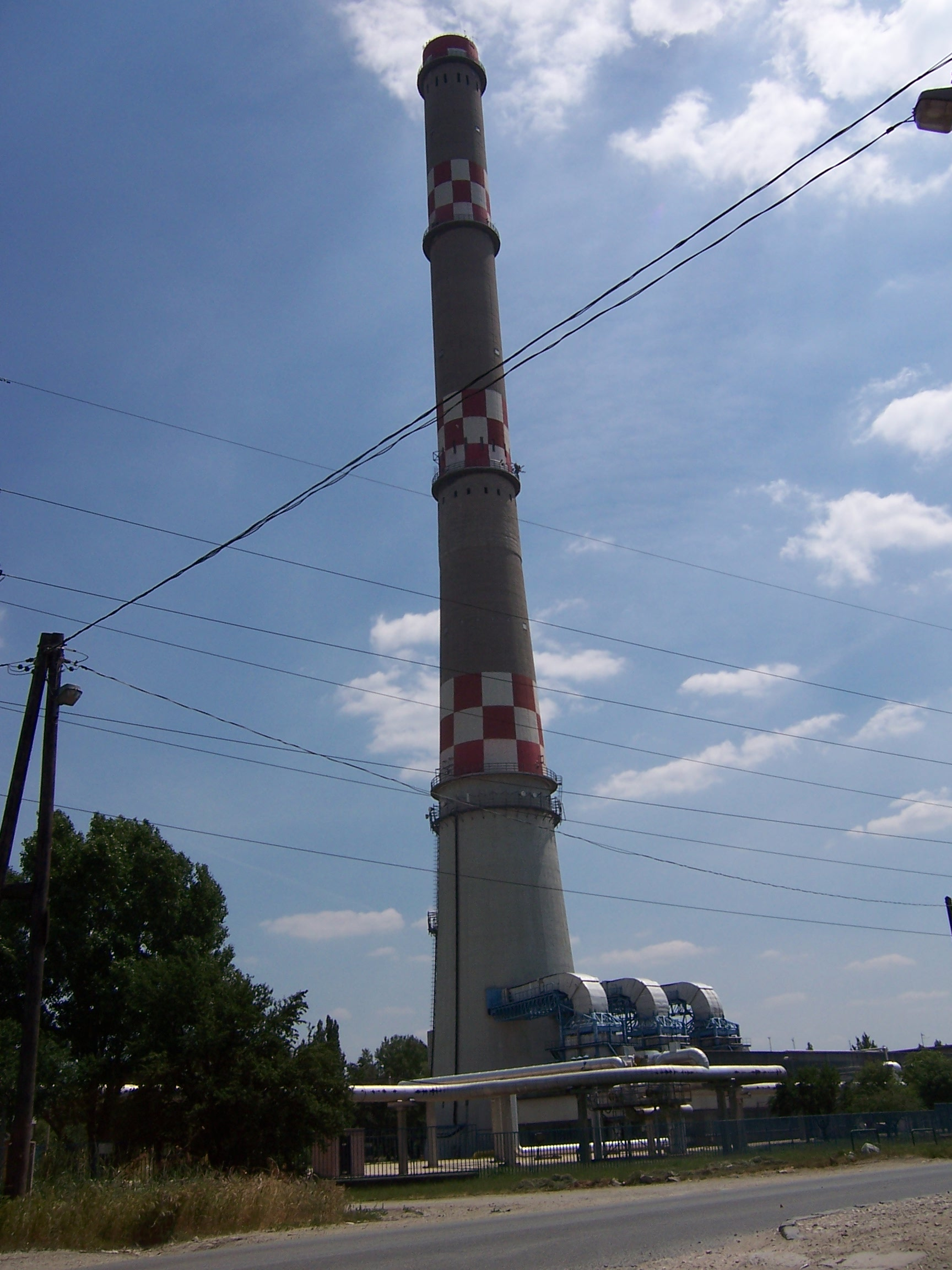
Az MVM Észak-Budai Fűtőerőmű kéménye

Az elnevezést valószínűleg az itt volt kaszálórétekről kapta. Innen az utcanévbokor: Búza utca, Köles utca, Kazal utca, Zab utca stb. Hajdanán a Duna egykori medre után visszamaradt Aranyhegyi-patak eredeti folyása körül, időszakosan árvizekkel elöntött lápos, mocsaras vidék volt. Filatorigáton első árvízvédelmi gátat az Aranyhegyi-patak felhagyott dunai torkolata körül egykor futó és a Duna által gyakran visszaduzzasztott négy patak (Aranyhegyi-, a Bründl-, a Rádl- és a Filatori-árok) árvizei ellen 1881–1882 telén építették a Bogdáni út és a Hévízi út mentén. Ezt 1884-re hosszabbították meg a Duna jobb partján, déli irányban a Császárfürdőig. Később a patakokat befedték, majd az 1950-es években a területet feltöltötték, így mára a létesítmény gyakorlatilag eltűnt. Az 1970-es évek végén a Szentendrei HÉV két kis sugarú ívből álló Bogdáni úti pályaszakaszának kiváltására nyomvonal-korrekciót végeztek. A négy patak felhagyott dunai torkolata helyén 1978 decemberében elkészült nagy sugarú, hosszú ívekkel kialakított új nyomvonalon létesítették a mai Filatorigát megállóhelyet, továbbá megszüntették a Benedek Elek utca megállóhelyet, helyette épült meg a mai Kaszásdűlő megállóhely a Köles utcai útátjárónál. A hajdani árvizekre utal a szomszédos, nagyjából beépítetlen terület, Mocsárosdűlő neve. Szintén elsőként a városrészbe benyúló Hévízi úti lakótelep készült el 1954-1965 között. Később benépesült egyszerű családi házakkal, majd több ütemben 1981 és 1986 között panelházas lakótelep épült, amelynek során a családi házakat többnyire mind lebontották. A telep építésének első ütemében 1981-1984 között 2991 lakás közül 1700 tízemeletes, 1208 négyemeletes, 83 pedig sorházas lakóépületben épült. A második ütemben 1986-ban további 590 lakást építettek. A lakóépületek tervezői Kaszab Ákos, Erőss János és Széll László voltak. A kornak megfelelően a lakótelep önálló városrészként is megállta a helyét. Központja egy tér, ami köré számos közszolgáltatást is tervezetten építettek meg (bölcsőde, óvoda, általános iskola, idősek otthona, gyermek- és felnőtt háziorvosi rendelő, gyógyszertár, élelmiszerüzlet, művelődési ház, uszoda, stb.)
A lakótelep nyugati vége, azaz a Huszti út és a kerületrész korábbi határa, azaz a Csillaghegyi út között szélesen elterülő ipari negyed alakult ki, aminek egyik ütemében a Kunigunda útja és a Bojtár utca sarkán 1986-1991 között a Magyar Televízió stúdiói kaptak helyet. Óbuda vasútállomás mellett épült fel az MVM Észak-Budai Fűtőerőmű 1977-1981 között, aminek 216 méteres kéménye Budapest legmagasabb építménye. Ennek a kiterjedt rozsdaövezetnek a megújítására több koncepció is létrejött a helyi önkormányzat, illetve a kormány részéről is, azonban a megoldás még várat magára.
Utolsóként a hajdani Törökkőn, az Orbán Balázs út és a Bojtár utca közötti Gyógyszergyár utcai lakótelep épült fel 1988–1989 között.
A Fővárosi Közgyűlés 2012. december 12-én határait jelentősen átszabta. Az addig önálló Törökkő egészét, valamint Filatorigát Hévízi út–Bogdáni út vonalától északra fekvő részeit beolvasztotta Kaszásdűlőbe, ugyanakkor az Aquincum nevű római településhez tartozó összes régészeti és műemléki területet Aquincum városrészhez csatolta . Törökkő családi házas, illetve néhány lakásos társasházakkal beépített környék a Csillaghegyi út és a Bécsi út között.

## Közösségi közlekedés
A H5-ös HÉV Kaszásdűlő megállóhelye szolgálja ki a lakótelepet, amely korábban a Köles utca nevet viselte.
Az 1982-ben átadott Bogdáni úti buszvégállomásról indul Kőbánya felé, a Belvároson át a 9-es viszonylat. Munkanapokon csúcsidőben közlekedik a II. kerületi Zöldmál térségén és Rózsadombon át a Batthyány térre tartó 111-es busz.
Kaszásdűlő egyetlen helyi, feltáró jellegű buszjárata a 118-as, ami az Árpád híd budai hídfőjétől (Szentlélek térről) indul az Óbudai autóbuszgarázsig, érintve a Magyar Televízió stúdióit, valamint az Óbudai temetőt.
A lakótelepet érinti a Szentendrei úton közlekedő 34-es, a 106-os és a 134-es és az óbudai Auchan-buszjárat is.